# 至顺
至顺（1330年五月八日—1333年十月七日）是元朝时元文宗图帖睦尔的第二個年号，共计4年。
至顺三年八月十二日文宗死，十月四日元宁宗懿璘质班即位沿用；十一月二十六日宁宗死，隔年六月八日元顺帝妥欢贴睦尔即位沿用。

## 改元
- 天曆三年——五月八日，改元至順。[2][3]
- 至順四年——十月八日，有詔改元至元。[4][5]

## 西曆紀年對照表
| 至顺 | 元年   | 二年   | 三年   | 四年   |
| ---- | ------ | ------ | ------ | ------ |
| 公元 | 1330年 | 1331年 | 1332年 | 1333年 |
| 干支 | 庚午   | 辛未   | 壬申   | 癸酉   |

## 深入閱讀
- 李崇智. . 北京: 中華書局. 2004年12月. ISBN 7101025129.
- 鄧洪波. . 臺北: 國立臺灣大學東亞經典與文化研究計劃. 2005年3月  [2021-11-06]. ISBN 9789860005189. （原始内容 (pdf)存档于2007-08-25）.

## 參看
- 中国年号索引
- 同期存在的其他政权年号
  - 元德（1329年－1332年）：日本—后醍醐天皇之年号
  - 元弘（1331年－1334年）：日本—後醍醐天皇之年號
  - 正庆（1332年－1333年）：日本—后醍醐天皇与光严天皇之年号
  - 建武（1334年－1338年）：日本—后醍醐天皇与光明天皇之年号
  - 開祐（1329年—1341年）：越南陳朝—陳憲宗陳旺之年號

| 前一年號： | 元朝年号 | 下一年號： 元统 |